# Rengers

Rengers (ook: Renghers, Van Aylva Rengers, Van Welderen Rengers, Schratenbach Rengers, Juckema van Burmania Rengers, Looxma van Welderen Rengers, Rengers ten Post, Rengers van (ten) Post, Rengers Scaffers, Rengers van Farmsum, Rengers van Oldenhuis tot den Post, Rengers van Scharmer, Rengers van Tuwinga, Rengers tot (de) Arendshorst, Rengers (van) Cammingha en Rengers Fraeylema) is een hoofdelingengeslacht uit de Nederlandse provincie Groningen. Het geslacht verwierf in de 17e eeuw de adellijke titel jonker.

## Geschiedenis
Dutmer Rengers (±1310 - ?), in 1353 vermeld als Thitmarus Rengher en burgemeester van Groningen, kan worden beschouwd als de stamvader van het geslacht Rengers. Ook verschillende nakomelingen van hem waren onder andere burgemeester van Groningen. Begin 15e eeuw verspreidden de familieleden zich over de Ommelanden, waar zij - naast vele bestuurlijke en/of politieke functies - als hoofdelingen en jonkers op verschillende borgen in de regio woonden. Vanaf de 17e eeuw verspreidden de familieleden zich over Friesland. Daar hadden velen van hen allerlei belangrijke bestuurlijke en/of politieke functies, zoals burgemeesters en zogenoemde grietmannen. Ook streken (slechts enkele) telgen neer in 
Overijssel en Drenthe.
In de loop der eeuwen werden ook andere namen aan de naam Rengers toegevoegd. Een voorbeeld daarvan was Bernard Walraad van Welderen Rengers die - na het overlijden van zijn oudoom Johan Walraad des H.R. Rijksgraaf van Welderen in 1807 - de naam Van Welderen toevoegde aan de zijne.

## Telgen
- Johan Rengers[7](1337-1413), burgemeester van Groningen; werd gedood bij een coup
  - Ditmaer Rengers (1365-1449),[8] burgemeester van Groningen; heer van Oldenhuis en Ten Post
    - Egbert Rengers (1440-1501), heer van Tuwinga, Oldenhuis en Ten Post
      - Johan Rengers van Ten Post (1470-1539), lid van de Raad van hertog Karel van Gelre
        - Edzard Rengers (1498-1580), afgevaardigde naar de Staten-Generaal in Gent
          - Johan Rengers van Oldenhuis tot Ten Post (1542-1626), burgemeester van Groningen
            - Edzard Rengers (1578-1652), burgemeester van Groningen; heer van Oldenhuis, Ten Post en Tuwinga; hoveling van Ten Post, Garrelsweer, Usquert en Adorp; landdrost van Wedde en Westerwolde; lid Gedeputeerde Staten
              - Egbert Rengers (1616-1663), heer van Oldenhuis
                - Edzard Rengers (1658-1694), heer van Oldenhuis, Tuwinga en Farmsum; ordinaris gecommitteerde van de Ommelanden
                  - Egbert Rengers (1687-1745), heer van Farmsum, Tuinga, Oldenhuis en Tammingahuizen; gecommitteerde Raad der Ommelanden, curator der Groninger Academie, bewindvoerder van de VOC; trouwde met Titia Barbara van Burmania (1686-1714)
                    - Sjuck van Burmania Rengers (1713-1784), grietman van Franekeradeel; trouwde met Odilia Amelia des H.R. rijksgravin van Welderen (1723-1788)
                      - Duco Gerrolt Rengers van Farmsum (1750-1810), lid Wetgevend Lichaam
                        - Odilia Amalia Rengers van Farmsum (1779-1805), vrouwe van Farmsum, ten Post en  Oosterbroek; zij trouwde met Wiardus Hora Siccama, heer van Farmsum, ten Post en Oosterbroek (1775-1849) en twee van hun zoons voegden de naam Rengers aan hun geslachtsnaam toe en werden de stamvaders van de takken Rengers Hora Siccama van het geslacht Siccama

                      - Egbert Sjuck Gerrold Juckema van Burmania Rengers (1745-1806), burgemeester van Leeuwarden, lid Wetgevend Lichaam
                        - Justinus Sjuck Gerrold Juckema van Burmania Rengers (1773-1832), grietman van Franekeradeel, lid Wetgevend Lichaam
                        - Bernard Walraad van Welderen Rengers (1777-1823), grietman van Wymbritseradeel, landdrost van Rauwerd en Wymbritseradeel, kwartierdrost en sous-prefect van Sneek, lid Provinciale Staten, buitengewoon lid van de Staten-Generaal
                          - Mr. Sjuck van Welderen Rengers (1799-1870), grietman van Wymbritseradeel
                            - Mr. Bernard Egbert Sjuck van Welderen baron Rengers (1825-1897), burgemeester van Doniawerstal

          - Willem Carel Gerard van Welderen Rengers (1802-1836)
            - Wilco Julius van Welderen Rengers (1834-1916), lid Eerste Kamer
              - Theo van Welderen Rengers (1867-1945), lid Eerste Kamer, vlasfabrikant.
              - Age Johan Looxma van Welderen Rengers (1875-1947), burgemeester van Menaldumadeel
              - Johan Edzart van Welderen Rengers (1877-1963), veefokker, lid Eerste Kamer

          - Mr. Edzard Reint van Welderen Rengers (1801-1848), raadsheer in de Hoge Raad der Nederlanden

  - Albertus Amelius Lamoraal Rengers (1690-1729), grietman van Oostdongeradeel
    - Hans Willem van Aylva Rengers (1722-1786), kamerheer van de prins van Oranje
      - Pieter Ulbo Rengers (1756-1810), kamerheer van de prins van Oranje
        - Willem Frederik Lodewijk Rengers (1789-1859), gouverneur van Groningen

      - Lamoraal Joachim Johan Rengers (1757-1831), burgemeester van Franeker, lid Wetgevend Lichaam, lid Provinciale Staten

### Andere telgen
- Osebrandt Johan Rengers (circa 1621-1681/1682), jonker van Fivelingo
- Samantha van Welderen barones Rengers-Deane (1971), binnenhuisarchitecte, peettante van Catharina-Amalia der Nederlanden